# ФК Побједа
ФК Побједа Тријешница је фудбалски клуб из Тријешнице код Бијељине, Република Српска, БиХ,  који је члан Прве Oпштинске лиге Бијељина, група исток. У овој сезони има подмлађен састав и циљ клуба је борба за виши ранг.

## Историја
Клуб је основан 2. августа 1976. године. Предсједник клуба био је Милан Цвијетиновић, а чланови управе Мишо Пантић, Милан Живановић и Слободан Лукић. Прву званичну утакмицу клуб је одиграо септембра 1976. године у Тавни, и доживјео пораз од 6:1. Побједа је играла у саставу: С. Симић, Б. Пантић, Д. Пантић, М. Благојевић, М. Ђукић, М. Рачановић, Сл. Живановић, М. Живановић, Д. Живановић, С. Живановић и В. Живановић.
Побједа у тренутку оснивања није имала свој фудбалски терен него је своје домаће мечеве у почетку играча у сусједном Даздареву, да би 1982. године био изграђен фудбалски терен у Тријешници и од тада  игра на том терену. До 1992. године и рата у БиХ,Побједа је играла у Општинску лиги Бијељине и редовно је заузимала мјеста на средини табеле. Клуб је обновљен тек 2001. године и играо у Општинској лиги Бијељине. Прво послератно првенство завршава на деветом мјесту. Доласком Милана Живановића за предјседника клуба, клуб постиже значајне успјехе. Сезоне 2003/04, Побједа игра бараж за улазак у виши ранг и не успјева. Сезоне 2005/06. пласира се у виши ранг након освојеног првог мјеста у Другој Општинској лиги Бијељине. Већ наредне сезоне  Побједа осваја друго мјесто и пласира се у Трећу лигу РС. Међутим међу трећелигашима задржао се само једну сезону након које испада у нижи ранг. Реорганизацијом лига Побједа је 2008/09 сезоне смјештена у Прву Општинску лигу Бијељине, група исток, гдје је успјела поново бити првак сезоне 2009/10.

## Клупске секције
У оквиру ФК Побједе нема омладинског погона.

## Састав тима у сезони 2020/21
| Бр. |                  | Позиција | Играч             |
| --- | ---------------- | -------- | ----------------- |
| 12  | Република Српска | Г        | Јован Станковић   |
| 1   | Република Српска | Г        | Никола Ђокановић  |
| 15  | Република Српска | О        | Дејан Станковић   |
| 4   | Република Српска | О        | Милош Милковић    |
| 5   | Република Српска | О        | Зоран Вујић       |
| 3   | Република Српска | О        | Огњен Симеуновић  |
| 16  | Република Српска | О        | Љубиша Петровић   |
| 6   | Република Српска | О        | Жељко Вујић       |
| 55  | Република Српска | О        | Милош Магазин     |
| 8   | Република Српска | С        | Димитрије Мркајић |
| 10  | Република Српска | С        | Велибор Вујић     |
| 20  | Република Српска | С        | Спасоје Петровић  |
| 14  | Република Српска | С        | Обрад Пејић       |

| Бр. |                  | Позиција | Играч                 |
| --- | ---------------- | -------- | --------------------- |
| 2   | Република Српска | С        | Никша Гавранић        |
| 62  | Република Српска | С        | Лука Јовановић        |
| 37  | Република Српска | С        | Милорад Живановић     |
| 7   | Република Српска | С        | Славиша Кајтаз        |
| 11  | Република Српска | Н        | Александар Симеуновић |
| 9   | Република Српска | Н        | Вељко Грабеж          |
| 24  | Република Српска | Н        | Жељко Пејић           |